# She's Not Me
«She's Not Me» (en español: «Ella No Es Yo») es una canción realizada en dos partes interpretada por la cantante sueca Zara Larsson e incluida su primer álbum de estudio, 1 (2014) y en su EP debut a nivel internacional, Introducing (2013). La canción fue lanzada digitalmente el 26 de junio de 2013. La primera parte de la canción alcanzó el puesto número 21 en Suecia, y ha recibido la certificación de oro por la Asociación Sueca de la Industria de la Grabación.

## Vídeo musical
El 27 de marzo de 2013, se lanzó la primera parte del vídeo musical del sencillo y el 17 de junio de 2013 se dio a conocer la segunda parte de este, respectivamente.

## Lista de canciones
| Descarga digital |                        |          |  |
| N.º              | Título                 | Duración |  |
| 1.               | «She's Not Me (Pt. 1)» | 2:52     |  |
| 2.               | «She's Not Me (Pt. 2)» | 2:48     |  |

## Posicionamiento en las listas

### Semanales
| Suecia | Sverigetopplistan Parte 1 | 21 |

## Certificaciones
| País   | Organismo certificador | Certificación | Ventas certificadas | Simbolización | Ref.  |
| ------ | ---------------------- | ------------- | ------------------- | ------------- | ----- |
| Suecia | GLF                    | Oro           | 20 000              | ●             | [ 7 ] |

## Historial de lanzamientos
| País   | Fecha               | Formato          | Discográfica    | Ref.  |
| ------ | ------------------- | ---------------- | --------------- | ----- |
| Suecia | 26 de junio de 2013 | Descarga digital | TEN · Universal | [ 1 ] |